# Broker informatique
Un broker informatique est une entreprise dont l'activité principale est le négoce d'ordinateurs, et plus généralement le négoce de tous types de produits informatiques. Même si l'expression peut être employée pour désigner des entreprises effectuant le commerce de matériel neuf, elle désigne principalement les acteurs du marché de l'occasion.

## Le contexte
Chaque année des milliers d'ordinateurs sont jetés alors qu'ils fonctionnent encore. En effet, les particuliers et les entreprises se débarrassent du matériel informatique qu'ils estiment obsolète, même si une grande partie de ces équipements pourraient avoir une seconde vie.
Depuis 2005 le recyclage de ces « déchets » est obligatoire, on les appelle les déchets d'équipements électriques et électroniques (DEEE).

## Le rôle des brokers
Le broker informatique, expert du marché de l'occasion, permet aux entreprises de répondre à leur obligation légale de recyclage tout en réduisant la facture. Il réalise un audit du matériel dont les entreprises souhaitent se débarrasser, à la fin duquel il détermine ce qui peut être réutilisé et ce qui doit être recyclé. La facture du recyclage est allégée par la vente des équipements pouvant avoir une seconde vie.